# (5642) Bobbywilliams
(5642) Bobbywilliams es un asteroide perteneciente a asteroides que cruzan la órbita de Marte descubierto el 27 de julio de 1990 por Henry E. Holt desde el Observatorio del Monte Palomar, Estados Unidos.

## Designación y nombre
Designado provisionalmente como 1990 OK1. Fue nombrado Bobbywilliams en honor a Bobby G. Williams, experto en mecánica celeste y navegación de naves espaciales en el Laboratorio de Propulsión a Reacción. Fue un líder del esfuerzo de navegación para la misión NEAR a (253) Mathilde y (433) Eros.

## Características orbitales
Bobbywilliams está situado a una distancia media del Sol de 2,315 ua, pudiendo alejarse hasta 3,086 ua y acercarse hasta 1,545 ua. Su excentricidad es 0,332 y la inclinación orbital 24,95 grados. Emplea 1287,13 días en completar una órbita alrededor del Sol.

## Características físicas
La magnitud absoluta de Bobbywilliams es 14,1. Tiene 3,167 km de diámetro y su albedo se estima en 0,433. 